# FNC Entertainment
FNC Entertainment (hangul: 에프엔씨 엔터테인먼트) är ett sydkoreanskt skivbolag och en talangagentur bildad år 2006 av Han Sung-ho.
FNC Entertainment grundades som FNC Music innan namnet ändrades 2012 då företaget också började kontraktera skådespelare.

## Artister

### Nuvarande
|     |
| AOA |

|        |
| CNBLUE |

|             |
| F.T. Island |

|               |
| Jung Yong-hwa |

|             |
| Lee Hong-gi |

|               |
| Lee Jong-hyun |

|          |
| N.Flying |

|            |
| Park Cho-a |

|     |
| SF9 |

|             |
| Shin Ji-min |